# I Giochi asiatici
I I Giochi asiatici si disputarono a Nuova Delhi, India, dal 4 all'11 marzo 1951.

## Medagliere
| #      | Nazione   | Oro | Argento | Bronzo | Totale |
| ------ | --------- | --- | ------- | ------ | ------ |
| 1      | Giappone  | 24  | 21      | 15     | 60     |
| 2      | India     | 15  | 16      | 20     | 51     |
| 3      | Iran      | 8   | 6       | 2      | 16     |
| 4      | Singapore | 5   | 7       | 2      | 14     |
| 5      | Filippine | 5   | 6       | 8      | 19     |
| 6      | Ceylon    | 0   | 1       | 0      | 1      |
| 7      | Indonesia | 0   | 0       | 5      | 5      |
| 7      | Birmania  | 0   | 0       | 3      | 3      |
| Totale | Totale    | 57  | 57      | 55     | 169    |

## Calendario
| ● | Cerimonia di apertura |  | Competizioni | ● | Finali | ● | Cerimonia di chiusura |

| Marzo                 | 04                    | 05 | 06 | 07 | 08 | 09 | 10 | 11 | Totale |    |
| --------------------- | --------------------- | -- | -- | -- | -- | -- | -- | -- | ------ | -- |
| Cerimonie             | Cerimonie             | ●  |    |    |    |    |    |    | ●      |    |
| Atletica leggera      | Atletica leggera      |    |    |    |    | 4  | 3  | 13 | 13     | 33 |
| Calcio                | Calcio                |    |    |    |    |    |    | 1  |        | 1  |
| Ciclismo su strada    | Ciclismo su strada    |    |    |    |    |    |    |    | 1      | 1  |
| Ciclismo su pista     | Ciclismo su pista     |    |    | 1  |    |    | 1  | 1  |        | 3  |
| Nuoto                 | Nuoto                 |    | 2  | 3  | 3  |    |    |    |        | 8  |
| Pallacanestro         | Pallacanestro         |    |    |    |    |    |    | 1  |        | 1  |
| Pallanuoto            | Pallanuoto            |    |    |    |    |    |    |    | 1      | 1  |
| Sollevamento pesi     | Sollevamento pesi     |    | 1  | 2  | 2  | 2  |    |    |        | 7  |
| Tuffi                 | Tuffi                 |    |    |    |    |    |    | 1  | 1      | 2  |
| Totale medaglie d'oro | Totale medaglie d'oro |    | 3  | 6  | 5  | 6  | 4  | 17 | 16     | 57 |